# Maurice Herzog
Maurice Herzog (Lyon, 15 de janeiro de 1919 - Neuilly-sur-Seine, 13 de dezembro de 2012) foi um grande alpinista e um político francês.
Filho de pai de nacionalidade suíça que esteve na Legião Estrangeira, Herzog é irmão de Gérard Herzog, o genro do realizador Jacques Ertaud e neto de Oscar Herzog, o engenheiro encarregado do projeto e realização do Jet d'Eau de Genebra.
Piloto de avião com 1 500 horas de voo, das quais 500 homologadas, foi presidente do Clube alpino francês(CAF) de 1952 a 1955, fundador em 1964 e presidente do Escritório franco-alemão para a juventude, e  membro do Comité Olímpico Internacional (CIO) de 1970 a 1994, e posteriormente membro honorário.
Diplomado pela École des hautes études commerciales de Paris tentou entrar para a resistência francesa em setembro de 1944 e foi nomeado capitão do 27.º batalhão de caçadores alpinos.

## Alpinista
Maurice Herzog foi o primeiro a atingir com Louis Lachenal - numa expedição da qual faziam parte Gaston Rébuffat, Lionel Terray, Marcel Ichac, Jean Couzy, Marcel Schatz, Jacques Oudot (médico) e Francis de Noyelle apoiado pelo xerpa Adjiba (xerpa) - os 8 000 m do Annapurna, a 3 de junho de 1950. Na expedição perdeu por congelamento alguns dedos dos pés e das mãos, mas as consequências teriam sido muito mais graves sem a preciosa intervenção do médico da expedição, Jacques Oudot.
Toda a expedição foi largamente popularizada pelos meios de comunicação em jornais como Paris Match, filmes e livros.
Só Maurice Herzog e Louis Lachenal atingiram o cume do Annapurna. No entanto este feito foi depois posto em dúvida por diferentes pessoas próximas de Maurice Herzog, e não só alpinistas mas mesmo pela própria filha que levanta a hipótese de uma mentira e de uma manipulação dos meios de comunicação.

## Político
Alto Comissário do estado francês, e homem de confiança do general de Gaulle foi o fundador em 1964 e presidente do gabinete franco-alemão para a juventude, e também a pessoa que se impôs na criação das casas dos jovens e da cultura nos anos 1960 e prefeito de Chamonix-Mont-Blanc entre 1968 e 1977. Também foi presidente do Túnel do Monte Branco e posteriormente da BTP.
De 1970 a 1994 foi membro do Comité Olímpico Internacional (CIO) e posteriormente membro honorário.

## Distinções
- Ordem Nacional da Legião de Honra em 30 de Dezembro de 2011
- o equivalente francês da Cruz de Guerra, ou seja Croix de guerre 1939-1945
- a Ordem do Mérito desportivo
- Ordem do Mérito com estrela, da Alemanha
- Ordem do Mérito da Áustria
- Como todos os outros participantes da expedição ao Annapurna, também recebeu o Prix Guy Wildenstein[3]

## Filmes
- Marcel Ichac, Victoire sur l'Annapurna, 1953
- Bernard Georges e Bruno Gallet, Annapurna, histoire d'une légende, 1999